# Landkreis Waldshut
Landkreis Waldshut is een Landkreis in de Duitse deelstaat Baden-Württemberg. Op 31 december 2020 telde de Landkreis 171.237 inwoners op een oppervlakte van 1.131,19 km². Kreisstadt is de stad Waldshut-Tiengen.

## Geschiedenis (religie)
Waldshut heeft tot 1803 tot Oostenrijk behoord. Het vormde een deel van Vorderösterreich (voor-Oostenrijk).
Bekendheid heeft Waldshut gekregen door de predikant Balthasar Hubmaier. Dit was een rooms-katholieke priester die zich in de Reformatie tijd bekeerde tot het protestantisme en al snel richting de doperse richting ging. De hele gemeente ging destijds met de reformator Hubmaier mee.
De Oostenrijkse baptisten zien in Balthasar Hubmaier nog steeds de voorloper van het Oostenrijks baptisme. In de Weense Baptistengemeente Wien Mollardgasse hangt een plaquette ter ere van hem. In 2003 heeft men in Wenen op de plek waar Hubmaier verbrand is (Stubentor) een plaquette geplaatst.

## Steden en gemeenten
Steden
1. Bad Säckingen
2. Bonndorf im Schwarzwald
3. Laufenburg
4. St. Blasien
5. Stühlingen
6. Waldshut-Tiengen
7. Wehr

Overige gemeenten
1. Albbruck
2. Bernau im Schwarzwald
3. Dachsberg
4. Dettighofen
5. Dogern
6. Eggingen
7. Görwihl
8. Grafenhausen
9. Häusern
10. Herrischried
11. Höchenschwand
12. Hohentengen am Hochrhein
13. Ibach
14. Jestetten
15. Klettgau
16. Küssaberg
17. Lauchringen
18. Lottstetten
19. Murg
20. Rickenbach
21. Todtmoos
22. Ühlingen-Birkendorf
23. Weilheim
24. Wutach
25. Wutöschingen

Alb-Donau-Kreis · Baden-Baden · Biberach · Bodenseekreis · Böblingen · Breisgau-Hochschwarzwald · Calw · Emmendingen · Enzkreis · Esslingen · Freiburg im Breisgau · Freudenstadt · Göppingen · Heidelberg · Heidenheim · Heilbronn (stad) · Landkreis Heilbronn · Hohenlohe · Karlsruhe (stad) · Landkreis Karlsruhe · Konstanz · Lörrach · Ludwigsburg · Main-Tauber-Kreis  · Mannheim · Neckar-Odenwald-Kreis · Ortenaukreis · Ostalbkreis · Pforzheim · Rastatt · Ravensburg · Rems-Murr-Kreis · Reutlingen · Rhein-Neckar-Kreis · Rottweil · Schwäbisch Hall · Schwarzwald-Baar-Kreis · Sigmaringen · Stuttgart · Tübingen · Tuttlingen · Ulm · Waldshut · Zollernalbkreis
Albbruck ·
Bad Säckingen ·
Bernau im Schwarzwald ·
Bonndorf im Schwarzwald ·
Dachsberg ·
Dettighofen ·
Dogern ·
Eggingen ·
Görwihl ·
Grafenhausen ·
Häusern ·
Herrischried ·
Höchenschwand ·
Hohentengen am Hochrhein ·
Ibach ·
Jestetten ·
Klettgau ·
Küssaberg ·
Lauchringen ·
Laufenburg (Baden) ·
Lottstetten ·
Murg ·
Rickenbach ·
St. Blasien ·
Stühlingen ·
Todtmoos ·
Ühlingen-Birkendorf ·
Waldshut-Tiengen ·
Wehr ·
Weilheim ·
Wutach ·
Wutöschingen